# Campionati del mondo di atletica leggera 2005 - 800 metri piani femminili
La gara degli 800 metri piani femminili ai Campionati del mondo di atletica leggera di Helsinki 2005 si è svolta nelle giornate del 6 agosto (batterie), 7 agosto (semifinali) e 9 agosto (finale).

## Podio
| Posizione | Atleta             | Paese   |
| --------- | ------------------ | ------- |
| Oro       | Zulia Calatayud    | Cuba    |
| Argento   | Hasna Benhassi     | Marocco |
| Bronzo    | Tatyana Andrianova | Russia  |

## Batterie

### Batteria 1
1. Hazel Clark,  Stati Uniti 2'01"91 Q
2. Kenia Sinclair,  Giamaica 2'02"18 Q
3. Mina Aït Hammou,  Marocco 2'02"36 Q
4. Agnes Samaria,  Namibia 2'02"46 Q
5. Neisha Bernard-Thomas,  Grenada 2'02"50
6. Brigita Langerholc,  Slovenia 2'03"06
7. Binnaz Uslu,  Turchia 2'03"73
8. Marlyse Nsourou,  Gabon 2'14"47

### Batteria 2
1. Zulia Calatayud,  Cuba 2'00"77 Q
2. Hasna Benhassi,  Marocco 2'00"77 Q
3. Kameisha Bennett,  Stati Uniti 2'01"78 Q
4. Susan Scott,  Regno Unito 2'02"00 Q
5. Teodora Kolarova,  Bulgaria 2'02"45
6. Miho Sato,  Giappone 2'02"82
7. Marcela Britos,  Uruguay 2'10"21
8. Markabo Djama Liban,  Gibuti 2'50"95

### Batteria 3
1. Tatyana Andrianova,  Russia 2'06"38 Q
2. Alice Schmidt,  Stati Uniti 2'07"10 Q
3. Mayte Martínez,  Spagna 2'07"34 Q
4. Ewelina Sętowska-Dryk,  Polonia 2'07"37 Q
5. Myint Myint Aye,  Birmania 2'08"50
6. Marian Burnett,  Guyana 2'09"88
  - Nahida Touhami,  Algeria dns

### Batteria 4
1. Svetlana Cherkasova,  Russia 2'00"62 Q
2. Laetitia Valdonado,  Francia 2'00"87 Q
3. Sviatlana Usovich,  Bielorussia 2'01"09 Q
4. Lucia Klocová,  Slovenia 2'01"63 Q
5. Tetiana Petlyuk,  Ucraina 2'01"78 q
6. Seltana Aït Hammou,  Marocco 2'02"16
7. Elisa Cusma Piccione,  Italia 2'05"95
8. Gulnaz Ara,  Pakistan 2'13"87

### Batteria 5
1. Larisa Chzhao,  Russia 2'00"64 Q
2. Maria Mutola,  Mozambico 2'00"71 Q
3. Michelle Ballentine,  Giamaica 2'01"05 Q
4. Mihaela Neacsu,  Romania 2'01"35 Q
5. Monika Gradzki,  Germania 2'01"56 q
6. Letitia Vriesde,  Suriname 2'01"65 q
7. Diane Cummins,  Canada 2'01"71 q
  - Akosua Serwaa,  Ghana dns

## Semifinali

### Semifinale 1
1. Hazel Clark,  Stati Uniti 1'59"00 Q
2. Larisa Chzhao,  Russia 1'59"07 Q
3. Maria Mutola,  Mozambico 1'59"29 q
4. Mayte Martínez,  Spagna 1'59"40 q
5. Mina Aït Hammou,  Marocco 2'00"22
6. Mihaela Neacsu,  Romania 2'00"63
7. Lucia Klocová,  Slovacchia 2'00"64
8. Susan Scott,  Regno Unito 2'01"17

### Semifinale 2
1. Zulia Calatayud,  Cuba 1'57"92 Q
2. Svetlana Cherkasova,  Russia 1'58"58 Q
3. Kenia Sinclair,  Giamaica 1'59"45
4. Diane Cummins,  Canada 2'00"10
5. Agnes Samaria,  Namibia 2'00"13
6. Alice Schmidt,  Stati Uniti 2'01"43
7. Letitia Vriesde,  Suriname 2'02"07
8. Monika Gradzki,  Germania 2'02"09

### Semifinale 3
1. Tatyana Andrianova,  Russia 2'01"35 Q
2. Hasna Benhassi,  Marocco 2'01"59 Q
3. Laetitia Valdonado,  Francia 2'01"90
4. Ewelina Sętowska-Dryk,  Polonia 2'02"02
5. Sviatlana Usovich,  Bielorussia 2'02"34
6. Tetiana Petlyuk,  Ucraina 2'02"46
7. Michelle Ballentine,  Giamaica 2'03"98
  - Kameisha Bennett,  Stati Uniti dnf

## Finale
1. Zulia Calatayud,  Cuba 1'58"82
2. Hasna Benhassi,  Marocco 1'59"42
3. Tatyana Andrianova,  Russia 1'59"60
4. Maria Mutola,  Mozambico 1'59"71
5. Mayte Martínez,  Spagna 1'59"99
6. Larisa Chzhao,  Russia 2'00"25
7. Svetlana Cherkasova,  Russia 2'00"71
8. Hazel Clark,  Stati Uniti 2'01"52